# 長坂秀樹
長坂 秀樹（ながさか ひでき、1978年8月1日 - ）は、神奈川県横浜市出身の元プロ野球選手（投手）。愛称は「ヒデキ」、「小さな巨人」。引退後は少年野球の指導者を務める。

## 経歴

### アマチュア時代
小学校2年の頃から野球を始める。小学生時代は内野手、中学生時代は捕手のポジションだった。東海大三高へ進学後に投手を始め、1996年の第78回全国高等学校野球選手権大会に出場。初戦で敗退するも同校の初出場に大きく貢献した。1997年、東海大学に進学し同大学野球部に所属。1年時から頭角を現し、2年時の全日本大学野球選手権大会決勝で4年二岡智宏擁する近畿大に3-4で惜敗したものの準優勝。しかし、監督の伊藤栄治と衝突し2年で野球部を退部する。
野球部は退部したものの大学は卒業。VENDOME（ヴァンドーム青山）に入社し、新宿の百貨店でジュエリー・アドバイザーとして約1年間勤務するも野球の夢を捨てきれず、2002年に退社し渡米。

### 北米時代
2002年 - 2003年
アメリカの独立リーグであるフロンティアリーグのクックカウンティ・チーターズとプロ契約。約3年ぶりの野球であるためキャッチボールの感覚すら忘れてしまっていたが、後に克服。しかしビザの問題で満足なシーズンは送れなかった。シーズン終了後はウエスタン・ベースボール・リーグのソラノ・スティールヘッズで活躍。防御率0点代で活躍。
2004年
ノーザンリーグのリンカーン・ソルトドッグス（現在は、アメリカン・アソシエーションに所属）でプロデビュー。自己最速の94マイル（約151km/h）を記録した。ウィンターリーグではオールスターにも出場。最終的に20試合出場で初めてローテーションを最後まで守った。8勝はチーム1位。
2005年
新たにツーシームを覚え球速も80マイル後半をコンスタントに記録するようになる。さらにはメジャー級との評価がある高めの縦スライダーも取得。5月16日、ゴールデン・ベースボール・リーグのジャパン・サムライ・ベアーズに移籍。奪三振でリーグ2位を記録。
オフに東北楽天ゴールデンイーグルスの入団テストを受験したが、走力テストを命じられたことに反発して途中で会場を後にし、帰路の新幹線車内でたまたま斉藤和巳と隣り合わせたことから福岡ソフトバンクホークスのトライアウト受験の話が浮上した。2度にわたってテストを受けた後、2軍の練習にも参加。マスコミにも獲得するとのニュースが流れたが結局指名されることはなかった。
2006年
3月3日、同リーグのレノ・シルバーソックス（現在は、脱退）へトレード。その後7月11日、チコ・アウトローズに移籍。
2007年 - 2008年
カナディアン・アメリカン・リーグのナシュア・プライドで活躍。
2009年
再び、ゴールデン・ベースボール・リーグに復帰。カルガリー・ヴァイパーズでプレー。

### 日本時代
2009年
9月16日、四国・九州アイランドリーグの長崎セインツに入団するも、同球団の経営問題のため12月22日に退団。
2010年
5月15日、ベースボール・チャレンジ・リーグの新潟アルビレックス・ベースボール・クラブと契約。2005年にサムライ・ベアーズでの同期青木智史からの紹介であった。
2011年
3月23日、2011年度シーズンの開幕前に自由契約となり、新潟を退団した。その後も現役続行を模索していたが結局断念。

### 引退後
大学の先輩が指導する少年野球チームで指導しながら、個別指導塾を主催する。2015年に中日ドラゴンズからドラフト1位指名を受けた小笠原慎之介は、中学時代に長坂の指導を受けていた。野球塾「Perfect Pitch and Swing」の代表を務める。

## 人物
憧れの人物は、ロベルト・カルロス、ヴァンダレイ・シウバ、サミー・ソーサであり、最も尊敬する人物は大塚晶文。
英語、スペイン語で会話が出来る。
水族館が大好きで、中でもシャチがお気に入り。2003年にサンディエゴのシーワールドに連れて行ってもらい、それ以来大ファン。

## プレースタイル
身長168cmと投手としては極めて小柄であるが最速の94マイル（約151km/h）記録している。長坂のピッチングスタイルには3つの要素があると本人が語っている。
1. Hard and Effective Work （常に努力をし、効果的な練習を心がけている）
2. Strong, but Flexible Muscle （強いだけではなく、柔軟な筋肉を維持している）
3. Near Perfect Mechanic　（すべてにおいてきわめて完璧に近い投球動作の構築）

下半身の使い方にポイントがある。前足ステップから上半身ひねりまでの一連の流れで全くブレがないことがわかる。
球種はスライダー、カットボール、カーブ、チェンジアップ。

## 詳細情報

### 年度別投手成績
| 年 度           | 球 団           | 登 板 | 完 投 | 勝 利 | 敗 戦 | セ ｜ ブ | 勝 率 | 打 者 | 投 球 回 | 被 安 打 | 被 本 塁 打 | 与 四 球 | 与 死 球 | 奪 三 振 | 暴 投 | ボ ｜ ク | 失 点 | 自 責 点 | 防 御 率 | W H I P |
| --------------- | --------------- | ----- | ----- | ----- | ----- | -------- | ----- | ----- | -------- | -------- | ----------- | -------- | -------- | -------- | ----- | -------- | ----- | -------- | -------- | ------- |
| 2009            | 長崎            | 2     | 0     | 0     | 0     | 0        | ----  | 12    | 3.0      | 2        | 0           | 0        | 2        | 3        |       |          | 1     | 1        | 3.00     |         |
| 2010            | 新潟            | 9     | 1     | 2     | 1     | 0        | .667  | 153   | 38.1     | 31       | 0           | 12       | 4        | 20       | 1     | 0        | 4     | 4        | 0.94     | 1.12    |
| 四国IL通算：1年 | 四国IL通算：1年 | 2     | 0     | 0     | 0     | 0        | ----  | 12    | 3.0      | 2        | 0           | 0        | 2        | 3        |       |          | 1     | 1        | 3.00     |         |
| BCL通算：1年    | BCL通算：1年    | 9     | 1     | 2     | 1     | 0        | .667  | 153   | 38.1     | 31       | 0           | 12       | 4        | 20       | 1     | 0        | 4     | 4        | 0.94     | 1.12    |

### 背番号
- 21（2006年）
- 15（2007年 - 2009年）
- 55（2009年）
- 45（2010年）